# エドワード・アルマン

アルマンとチョーンシー・ハリスによる多核心モデル

エドワード・ルイス・アルマン（Edward Louis Ullman、1912年 - 1976年）は、アメリカ合衆国の地理学者。多核心モデルをチョーンシー・ハリスとともに発表したことで知られる。第二次世界大戦中、地理学の有効性を示すために空間的相互作用の研究に傾倒した。この空間的相互作用（spatial interaction）という語はアルマンが初めて用いたものであり、場所（地域）間の人口・物資・情報などのさまざまな流動現象を指す専門用語となった。

## 経歴
1941年、アメリカに来ていたドイツの地理学者アウグスト・レッシュからヴァルター・クリスタラーの中心地理論を紹介され、「都市の立地論」という論文を執筆し北アメリカの地理学界に中心地理論の考えを広めた。1945年、『アメリカ政治社会科学アカデミー年報』（Annals of the American Academy of Political and Social Science）にシカゴ大学で同じ研究室を使っていたチョーンシー・ハリスと共に「都市の本質」（The nature of cities）という論文を発表、多核心モデルを示した。1948年2月、ハーバード大学が地質・地理学科の地理学部門の閉鎖を決定する。当時、地域計画学科に属していたアルマンは地理学部門を守るために弁護するも閉鎖は覆らず、1951年に地理学科の建て直しに奔走していたドナルド・ハドソンに招聘され、シアトルのワシントン大学に移籍した。都市地理学・交通地理学の分野で有力な学者となっていたアルマンは、ワシントン大学地理学科の顔として迎え入れられた。1959年には、スウェーデンのルンド大学の地理学者トルステン・ヘーゲルストランドをワシントン大学に招待し、講義を開講したが、ヘーゲルストランドはこの時にアメリカ各地で発生していたスプロール現象や環境破壊に強い衝撃を受け、それまで注目していなかった景観や環境問題についての研究を始めるきっかけとなった。
1962年から1965年にかけて同学大学院副学長（associate dean）、1968年から1969年に都市・地域研究センター（Center for Urban and Regional research）のセンター長を務めた。1974年から1976年にはリチャード・ニクソン大統領の任命により、アムトラックの取締役となった。更にメラメック盆地計画の代表（Meramec Basin Project参照、1959年 - 1961年）、ワシントンD.C.の都市圏研究センター代表（1965年 - 1967年）、西部地域科学協会会長（1969年 - 1971年）を歴任した。ほかにもアルマンは、以下の大学で客員教授または臨時教員を務めている。
- アメリカ合衆国 セントルイス・ワシントン大学、ワシントン州立大学、インディアナ大学
- イギリス ユニヴァーシティ・カレッジ・ロンドン
- イスラエル ハイファ大学、ヘブライ大学
- イタリア ローマ・ラ・サピエンツァ大学
- オーストリア ウィーン大学
- カナダ マギル大学
- ロシア モスクワ大学

## 重力モデル
アルマンは取引には、相互補完・介入の機会・商品の移動可能性の3つの現象を基礎とする相互作用であったと提唱した。
相互作用の段階は取引に関する重力モデルで測定可能である。以下にそのモデル式を示す。
{\displaystyle I_{i,j}={\frac {p_{i}p_{j}}{d_{i,j}^{\beta }}}}
上式において
- I：i,j間の相互作用段階。またはi,j間の取引量。
- Pi：iの人口
- Di,j：i,j間の距離
- β：抵抗要因